# فردوس
فردوس مرکز شهرستان فردوس، در استان خراسان جنوبی در شرق ایران است. این شهر در فاصله ۳۴۵ کیلومتری جنوب مشهد و ۱۹۵ کیلومتری شمال غربی بیرجند و در مسیر محور اصلی ارتباطی استان‌های یزد، کرمان، اصفهان، بوشهر، هرمزگان و فارس به مشهد واقع است. شهر فردوس، از سطح دریا ۱۲۹۳ متر ارتفاع دارد و در سال ۱۳۹۵، ۲۸٬۶۹۵ نفر جمعیت داشته است.
فردوس که تا ۱۳۰۸، تون نامیده می‌شده، امروزه به خاطر انار و زعفران مرغوبش شناخته شده است.
بر مبنای آخرین داده‌های سیستم اطلاعات جغرافیایی (GIS) بیشترین درازای این شهر ۵/۵ کیلومتر می‌باشد.

## پیشینه

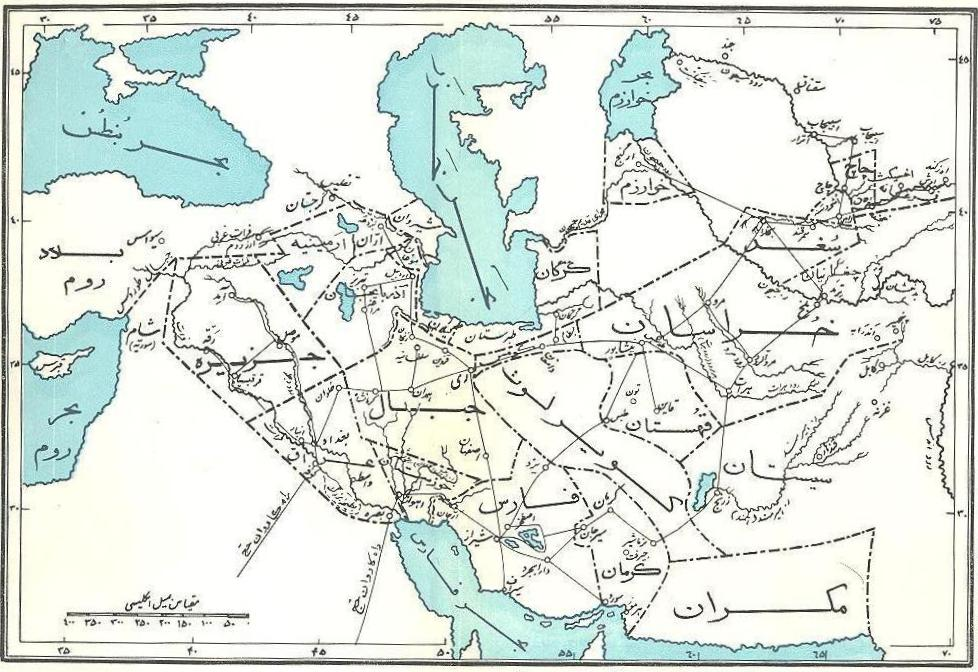
نام تون بر روی نقشه ایران در عصر خلفای عباسی، برگرفته از کتاب جغرافیای تاریخی سرزمین‌های خلافت شرقی

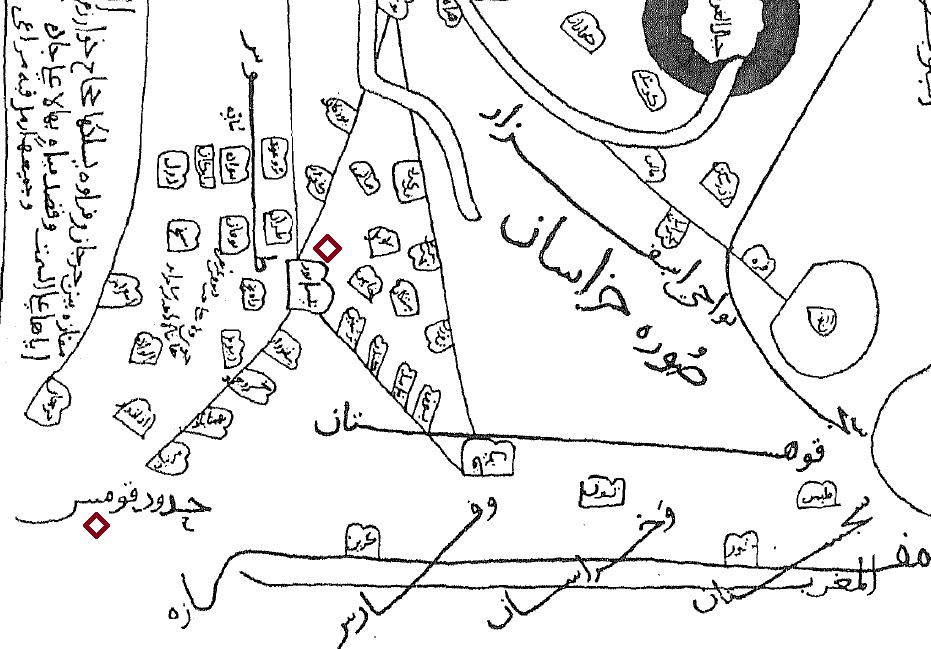
نام تون بر روی نقشه ابن حوقل در کتاب صورة الارض

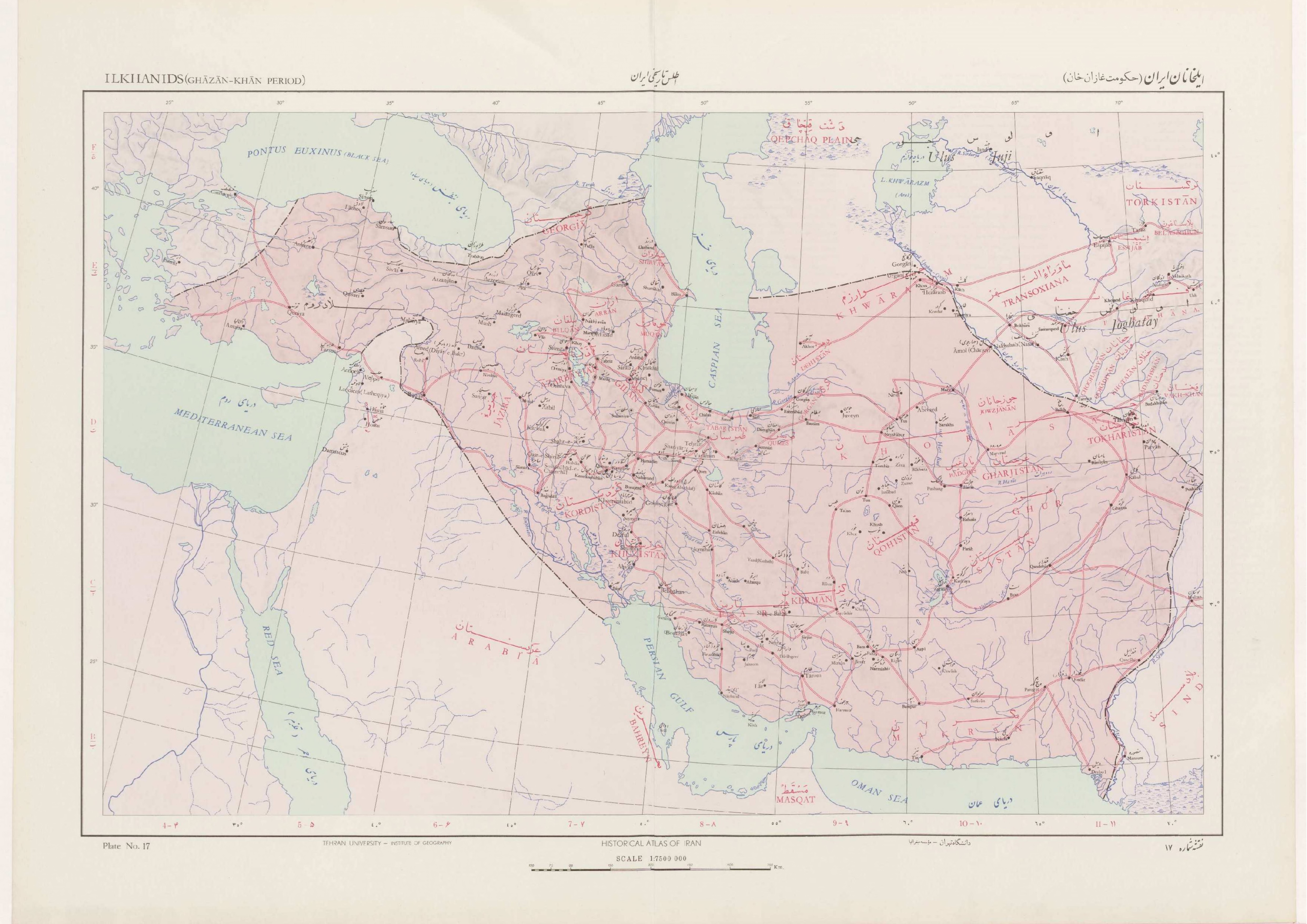
نام تون (tun) بر روی نقشه ایران در دوره ایلخانان تهیه شده توسط مؤسسه جغرافیا دانشگاه تهران

نام تون (طون) بر روی نقشه ایران در دوره صفویه ترسیم شده توسط کاتب چلبی

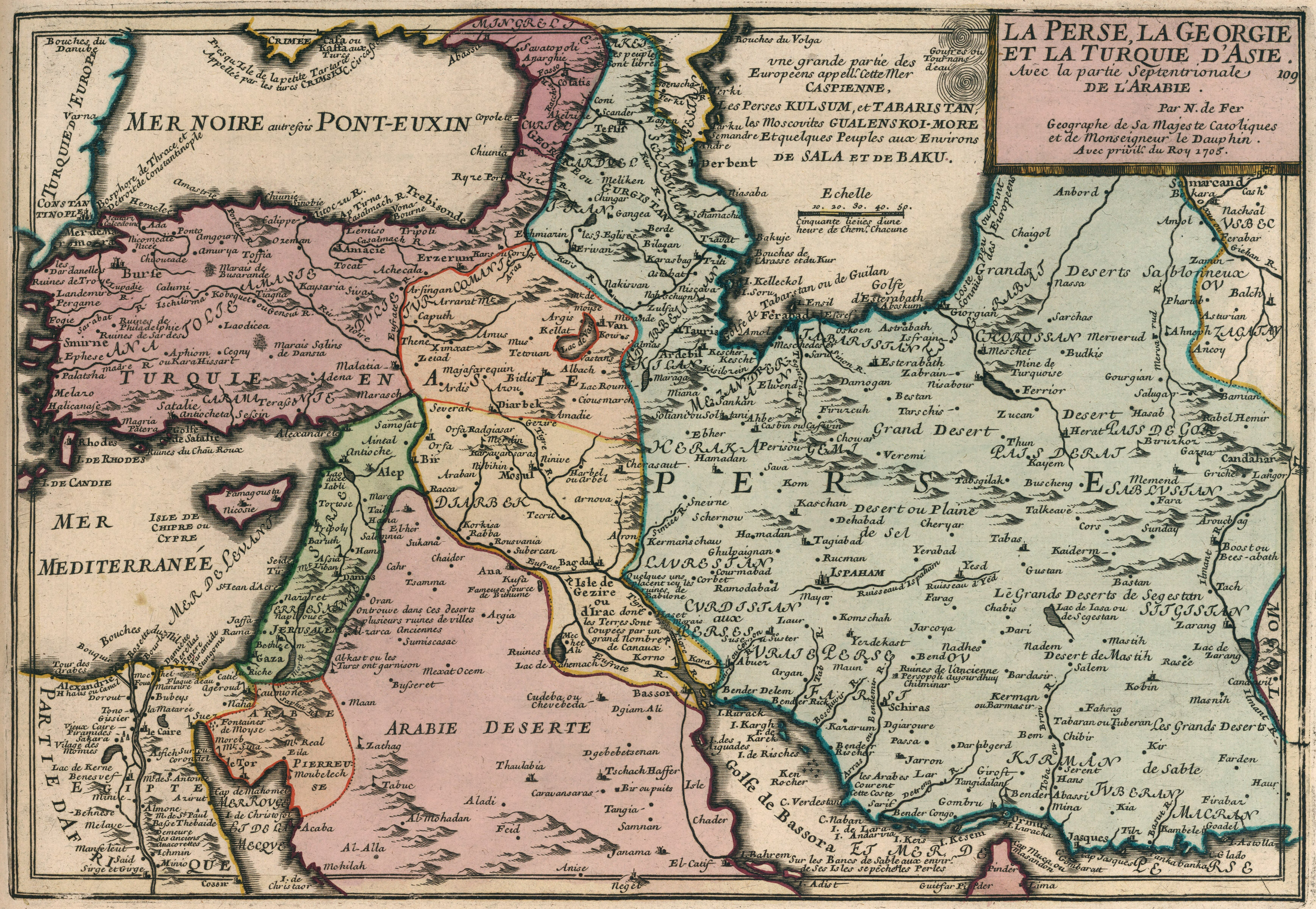
نام تون (thun) بر روی نقشه ایران در اواخر دوره صفویه و اوایل دوره پادشاهی هوتکیان ترسیم شده توسط Nicolas de Fer

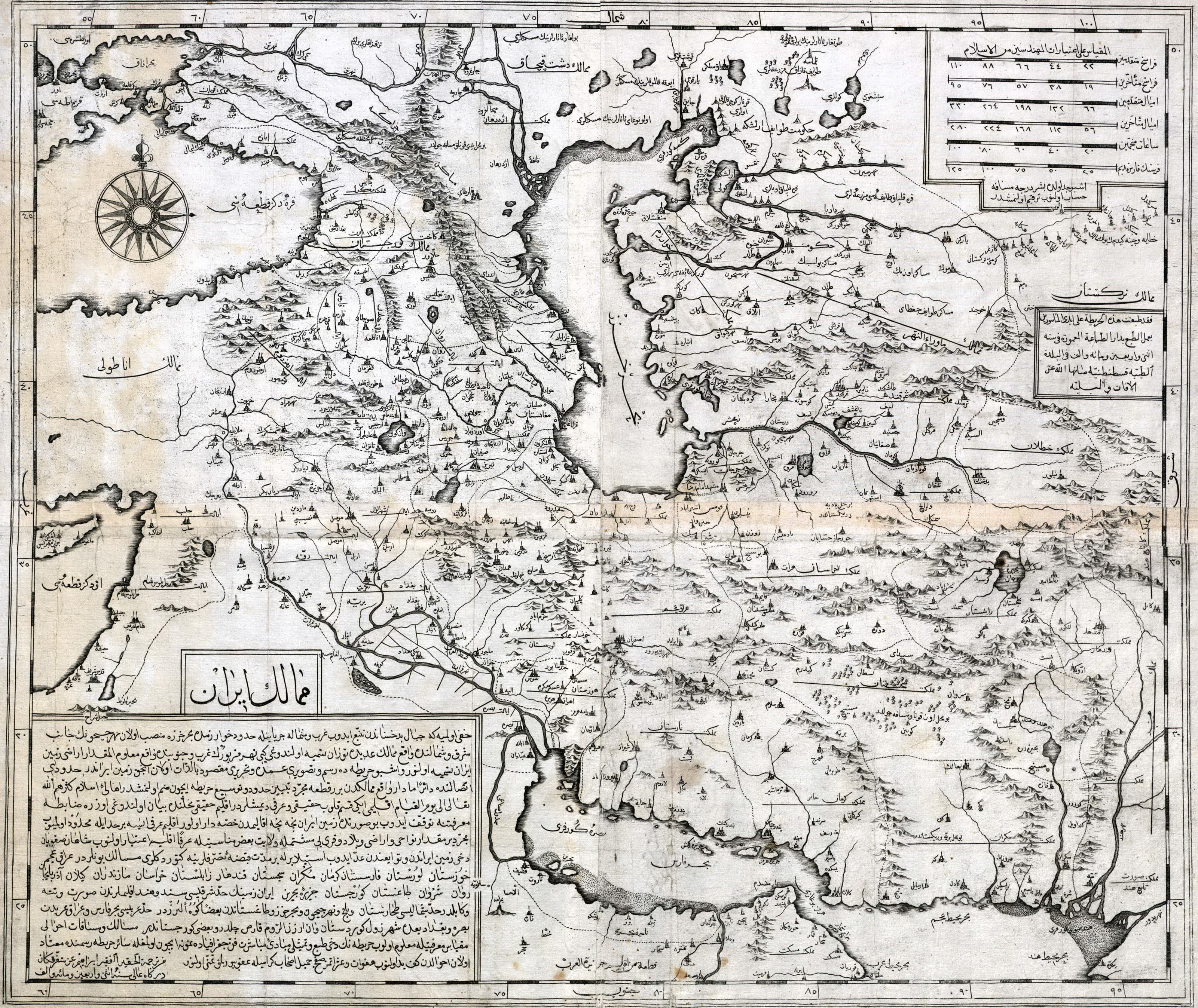
نام تون (طون) بر روی نقشه ایران در اواخر دوره صفویه و اوایل دوره پادشاهی افشاریه ترسیم شده توسط ابراهیم عن متفرکان

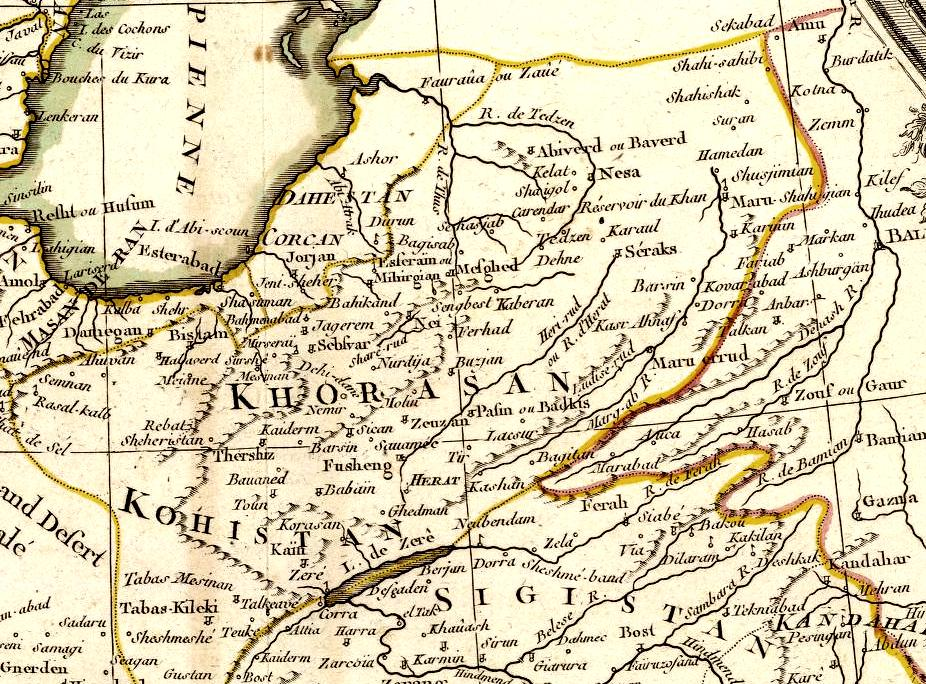
نام تون (toun) بر روی نقشه ایران در زمان پادشاهی زندیه ترسیم شده توسط Rigobert Bonne

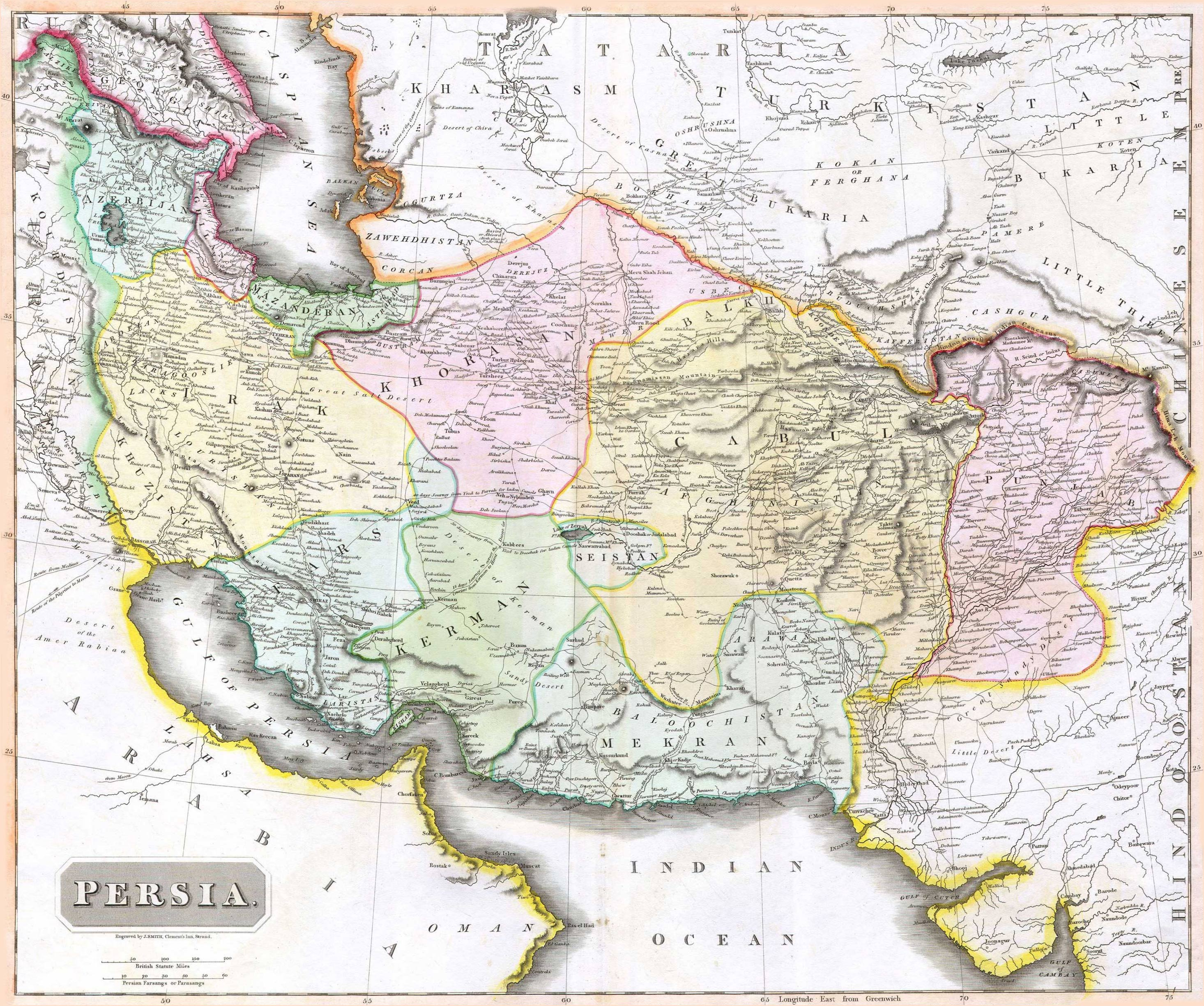
نام تون(Toon) بر روی نقشه ایران در اوایل پادشاهی قاجاریه ترسیم شده توسط J. Smith

حسن پیرنیا، در کتاب تاریخ ایران باستان، به اولین اشاره‌های تاریخی به منطقه‌ای که تون (فردوس) در آن واقع است می‌پردازد و می‌گوید: «از منطقه‌ای که تون در آن واقع شده است، در کتیبه داریوش با عنوان استاگارتیه یاد شده که نویسندگان قدیم ساکارتیا ضبط کرده‌اند.» این منطقه ابتدا زیر نفوذ مادها بوده و پس از عصر سلوکیان هم از طرف جنوب سرزمین پارت را محدود می‌کرده و جز قسمت تون و طبس، بقیه نواحی آن کویر خشک و بی‌آب و علف بوده است. هردوت، مردمان این ناحیه را طایفه‌ای از پارسی‌ها می‌داند و می‌گوید که به زبان پارسی سخن می‌گفتند و از راه شکار گورخر و غزال روزگار می‌گذراندند. محوطهٔ تاریخی شهر تون (فردوس امروزی)، قدمتی مربوط به دوران اشکانیان دارد.
بررسی‌های باستان‌شناسی و وجود محوطه‌ها و تپه‌های باستانی، رونق این ناحیه را تا پیش از اسلام به‌خصوص در عصر تاریخی به اثبات رسانده است.
قدیمی‌ترین آثار یافت‌شده در شهرستان فردوس توسط باستان‌شناسان میراث فرهنگی خراسان، مربوط به هزاره سوم پیش از میلاد است و از آن پس آثاری از هزاره اول، دوران ساسانیان و دوره‌های مختلف اسلامی یافت شده‌اند که تداوم حیات طولانی در این شهر را نشان می‌دهد.
این شهر تا سال ۱۳۰۸ خورشیدی، تون نام داشته و در متون قدیمی اغلب به نام بلده طیبه تون و در مکاتبات دوره صفویه، به نام دارالمؤمنین تون نامیده شده است.
نخستین کتاب موجود که از تون نام برده، اشکال‌العالم جیهانی متعلق به قرن چهارم هجری است که از تون به عنوان شهری آباد و بزرگ یاد کرده است. از آن به بعد نام تون به مناسبت‌های مختلف در متون و سفرنامه‌ها دیده شده و اغلب از آن به عنوان شهری بزرگ و آباد نام برده شده است. دلایل و شواهد تاریخی نشان می‌دهد که در گذشته‌های دور که تون اهمیت و اعتباری تاریخی و جمعیتی داشته، به ویژه تا دوران اقتدار اسماعیلیه و حتی سده‌های پس از آن، به ولایت قهستان تعلق داشته است. ایالت تون یکی از مناطق قهستان بوده که بعد از الموت، دومین مرکز مهم فرقه اسماعیلیه بوده و تا حمله مغول دوام داشته است. آثار به جا مانده از دژهای آن دوران، مانند کوه قلعه فردوس و قلعه دختر اکنون نیز قابل مشاهده‌اند.
مقدسی جغرافی‌دان قرن چهارم دربارهٔ شهر تون می‌نویسد:
آباد و پرجمعیت است، مردم جولاهه کار هستند، دانشمندان بزرگ نیز دارد. دژی دارد جامعش در میان شهر است. از کاریزی که در جامع ظاهر می‌شود می‌آشامند.
ناصرخسرو قبادیانی، در سدهٔ پنجم هجری، خبر از وجود چهارصد کارگاه زیلوبافی در شهر تون داده است:
 شهر تون شهر بزرگ بوده است اما در آن وقت که من دیدم اغلب خراب بود و بر صحرایی نهاده است و آب روان و کاریز دارد و بر جانب شرقی باغ‌های بسیار بود و حصاری محکم داشت. گفتند در این شهر چهارصد کارگاه بوده است که زیلو بافتندی و در شهر درخت پسته بسیار بود در سرای‌ها و مردم بلخ و تخارستان پندارند که پسته جز بر کوه نروید و نباشد.
در بسیاری از دوره‌های زمانی، تون در کنار قائن، یکی از دو شهر مهم و بزرگ ولایت قهستان بوده و نامش را همراه قائن و گاه در ترکیب با آن، به صورت «تونوکین» (تون و قاین) به جای قهستان به کار می‌برده‌اند. مارکوپولو نیز در سفرنامه خود، از منطقهٔ قهستان با نام تونوکین (Tunocain) یاد کرده که اشاره به تون و قاین دو شهر بزرگ این بلاد داشته است. پس از دوران صفویه و در پی حوادث طبیعی نظیر خشکسالی و زلزله، فردوس به تدریج دچار کاهش جمعیت گردید و در تقسیمات کشوری به همراه طبس در یک شهرستان واحد قرار گرفت که بعدها با آمایش تقسیمات کشوری شهرستان فردوس واحد تشکیل گردید.
مردم شهر تون در حمله مغول قتل‌عام شدند و چهل هزار نفر از اسماعیلیه در تون کشته شدند به‌طوری‌که از کشته‌ها پشته و تپه ساخته شده و روی آن تپه، تخت هلاکوخان قرار داده شده است. این تپه که به «تخت هلاکو» معروف شده بود تا چند دهه قبل در نزدیکی خندق فردوس باقی‌مانده بود که متأسفانه در دهه‌های اخیر نابود گردید.
حمدالله مستوفی در نزهةالقلوب در مورد شهر تون گفته است:
در اول شهر بزرگ بوده و این زمان شهری وسط است و وضع آن شهر چنین نهاده‌اند که اول حصاری به‌غایت بزرگ نهاده و خندق عمیق بی‌آب دارد و بازار درگرد حصار درآورده و شهر و خانه‌ها در گرد بازار و باغات و توتستان‌ها در گرد خانه‌ها و غله‌زار در گرد باغات و در گرد غله‌زارها بندها بسته که آب باران می‌گیرند و آب بِدان غله می‌برند و در آن بندها خربزه بی‌آب زراعت می‌کنند که به‌غایت شیرین می‌باشد و آبش از کاریزها است و هوای معتدل و حاصلش غله و میوه و ابریشم باشد.
 این شهر دارای ارگی بزرگ بود که ساخت آن را به عمرو لیث صفاری نسبت می‌دهند. در دوره صفویه و در زمان پادشاهی شاه تهماسب اول این ارگ مرمت گردید.
تون که در دورهٔ صفویه به خوبی رشد کرده بود، در قحطی قرن یازده بیشتر جمعیت خود را از دست داد.
در آغاز سده اخیر، هنوز فردوس از شهرهای مهم استان خراسان بود، به گونه‌ای که شهرداری فردوس در سال ۱۳۰۴ تأسیس شد. شهرداری این شهر هفدهمین شهرداری تأسیس شده در ایران و دومین شهرداری پس از مشهد در استان خراسان بزرگ بوده است.

### وجه تسمیه تون
تون، در «معجم‌البلدان»، سفیدی روی ناخن، در «برهان قاطع»، گلخن حمام، در «مؤیدالفضلا»، جامه شبروی، در «مجمع‌اللغات»، حمام و در «فرهنگ نظام»، خزانه و گنجینه معنی شده است. اما به دلیل مجاورت با طبس که به معنی چشمه آبگرم است، باید مفهوم سرزمین گرم را داشته باشد.
بنابر یک قول دیگر، نام فردوس در زمان ایران باستان، «تابان» بوده است که پس از حمله اعراب در زبان عربی تغییر شکل یافته و به صورت تون درآمده است. بر طبق این قول، تابان و تابش که امروزه به نام فردوس و طبس شناخته می‌شوند، هر دو از شهرهای کهن ایران به‌شمار می‌روند.
کلمه تون به لغت اوستایی به معنی توانا و شایسته است. نامی که پیرنیا به صورت استاگرتیا برای آن ذکر می‌نماید به معنی نیرومند و پایدار ساخته شده است. کلمه تون همچنین به معنی گارگاه بافندگی است و به دلیل اینکه در فردوس کارگاه‌های پارچه بافی و زیلو فراوان بوده به آن نام تون داده‌اند.

### زمین‌لرزهٔ سال ۱۳۴۷

عکس هوایی از شهر فردوس قبل از زمین‌لرزه سال ۱۳۴۷

بزرگ‌ترین رویداد ناگواری که در سده اخیر در فردوس روی داد، زمین‌لرزه سال ۱۳۴۷ می‌باشد. در این زمین‌لرزه که ۶٫۴ درجه در مقیاس ریشتر شدت داشت، بخش عمدهٔ فردوس و روستاهای اطراف تخریب شد. پس از زمین لرزه فردوس و تخریب شهر، یکی از علما و روحانیون بزرگ خراسان، دانش سخنور که در آن زمان در فردوس از محبوبیت بالایی برخوردار بود، مردم را ترغیب به مهاجرت و ساخت شهر جدید فردوس در محل اسلامیه کنونی نمود. به این ترتیب، تعدادی از مردم فردوس به این منطقه مهاجرت کردند ولی بخش عمده مردم در محلی که در نزدیکی شهر قدیمی ساخته شده بود، ساکن شدند. همچنین عدهٔ زیادی از ساکنان قبلی فردوس پس از این زمین‌لرزه به شهرهای مشهد و تهران مهاجرت کردند و جمعیت فردوس به شدت کاهش یافت. این زمین‌لرزه، آسیب جبران‌ناپذیری به فردوس وارد کرد و از اهمیت آن کاست.

## شورای شهر فردوس
شورای شهر به منظور پیشبرد سریع برنامه‌ها از طریق همکاری مردم و نظارت بر امور شهر تشکیل شده است. شورای شهر فردوس متشکل از ۵ عضو است که برای یک دورهٔ چهار ساله از طریق انتخابات برگزیده می‌شوند. هم‌چنین نظارت بر عملکرد شهرداری و انتخاب شهردار، تصویب بودجهٔ سالانهٔ شهرداری از دیگر وظایف شورای شهر است. از سال ۱۳۷۸ تاکنون (۱۴۰۰) شش دوره انتخابات شهر و روستا برگزار شده است:

### شورای ششم ۱۴۰۰–۱۴۰۴
۱- سید مهدی علیپرست ۷۰۷۶ رای
۲- حسین اکبری ۵۲۴۶ رای
۳- هادی واحدی ۴۱۴۸ رای
۴- مهدی آبیار ۳۴۶۱ رای
۵- فرید سعادت قدسی نیا ۳۰۲۵ رای

## محله‌های فردوس
پهلوی

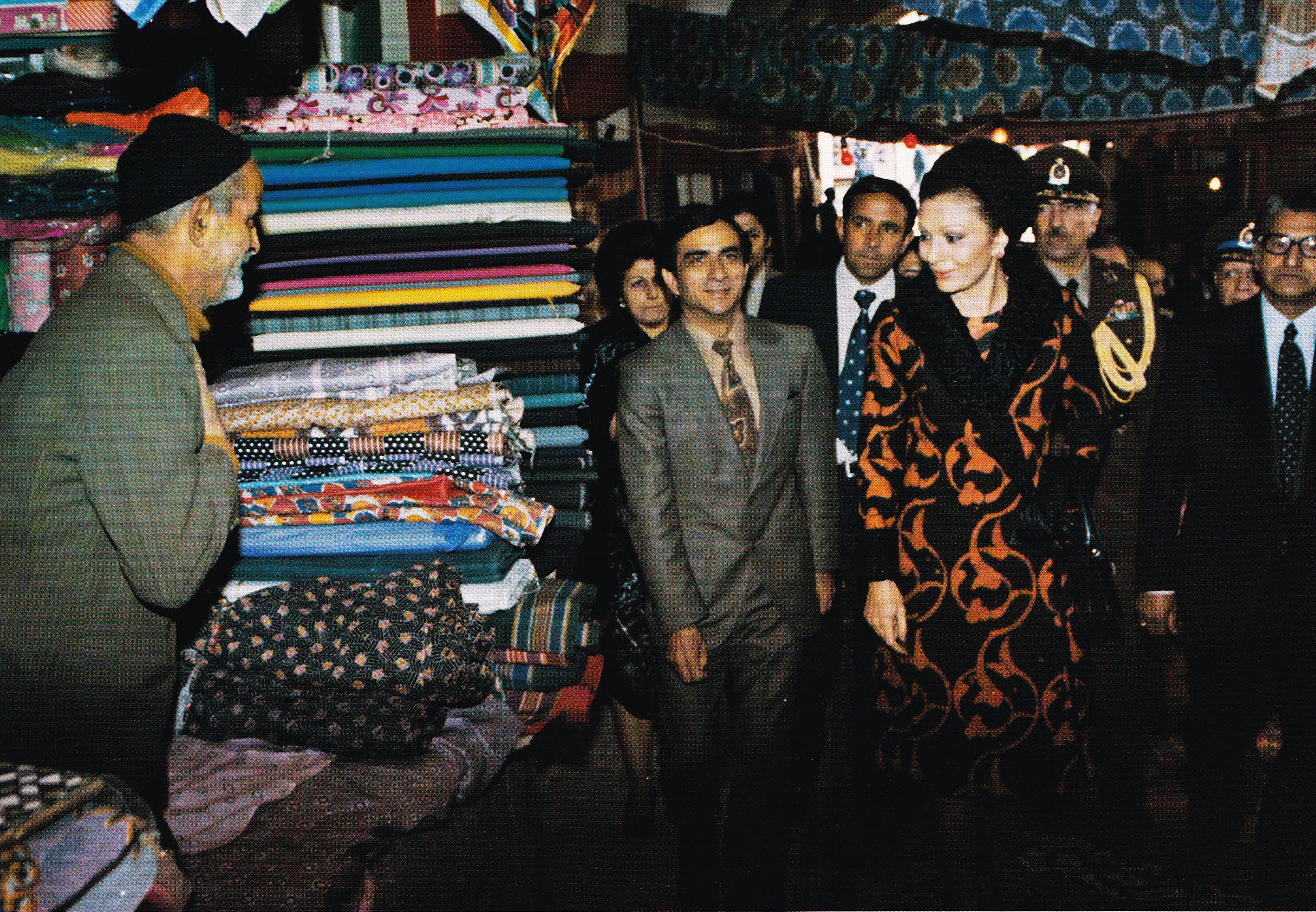
بازدید شهبانو فرح پهلوی از راسته بازار فردوس، سال ۱۳۵۴

قبل از زمین‌لرزهٔ ۱۳۴۷، شهر فردوس دارای ۵ محله به نام‌های
- محله سادات
- محله طالار
- محله میدان
- محله عنبری، (کورگواه)
- محله سردشت

بود.
محلهٔ سادات در جنوب غربی شهر، محلهٔ تالار در شمال شرقی، محلهٔ میدان در مرکز و شرق، محلهٔ عنبری در جنوب و جنوب شرقی و محلهٔ سردشت در شمال غربی شهر فردوس قرار داشتند.
بازار شهر، مسجد جامع، مدرسه علمیه و مزار امام‌زادگان در محلهٔ میدان قرار داشتند.
همچنین فردوس دارای ۵ دروازه به نام‌های دروازه میدان، دروازه قاین، دروازه سرخ کوه، دروازه طبس و دروازه ملک بود.
پس از زمین‌لرزهٔ سال ۱۳۴۷، شهر در مجاورت شهر قبلی ساخته شد و محله‌های سابق در هم آمیخت.

## گویش مردم فردوس
مردم فردوس به گویش تونی سخن می‌گویند. این گویش در میان گویش‌های فارسی در خراسان، یکی از قدیمی‌ترین گویش‌ها به‌شمار می‌رود که تا حد بسیار زیادی ویژگی‌های قدیمی‌تر زبان فارسی را حفظ کرده است. با این که این گویش از نظر واژگان موجود در آن زیرمجموعه‌ای از زبان پارسی است، به دلیل تفاوت ساختاری که در صرف افعال و جمله‌بندی با زبان رسمی کشور داشته، نسبت به سایر گویش‌های خراسان وام‌واژه‌های کمتری به خود راه داده است. آهنگ و وزن ادای کلمات در این گویش، به گونه‌ایست که درک آن برای شنوندهٔ ناآشنا بسیار دشوار می‌نماید به‌طوری‌که اغلب آن را یک زبان و نه گویش می‌پندارند.
مردم پنج محلهٔ فردوس، اگر چه همه از گویش تونی استفاده می‌کرده‌اند، ولی باز هم تفاوت‌هایی در لهجه‌ها محله‌های مختلف وجود داشته، ولی این جدایی و اختلاف پس از زمین‌لرزهٔ سال ۱۳۴۷ یکی شده و به تدریج گویش‌های محله‌ها در هم آمیخت.
این گویش در تمامی سطح شهرستان و بخش‌هایی از شهرستان‌های مجاور از جمله قائن و گناباد رواج دارد.

## آب و هوا
دمای هوای فردوس با توجه به نزدیکی آن به کویر و کمبود رطوبت، بین شب و روز و تابستان و زمستان، اختلاف زیادی دارد. هوا در تابستان گرم و خشک و در زمستان سرد و بارانی است. عمدهٔ بارندگی سالانه، از آغاز آذر تا پایان فروردین صورت می‌گیرد. دی، سردترین ماه و تیر، گرم‌ترین ماه سال می‌باشد.
ایستگاه هواشناسی فردوس در سال ۱۳۶۴ خورشیدی (۱۹۸۵ میلادی) راه‌اندازی گردید. بر اساس اطلاعات این ایستگاه، میانگین سالیانه بیشترین و کمترین درجه حرارت این شهر برابر با ۲۴٫۴ و ۱۰ درجه سانتیگراد است. کمترین دمای ثبت شده از ابتدای تأسیس ایستگاه هواشناسی تا سال ۲۰۰۵ میلادی در این شهر برابر با ۱۴٫۸- درجه سانتیگراد و بیشترین آن در این بازهٔ زمانی برابر با ۴۴٫۶ درجه سانتیگراد بوده است. شهر فردوس، به‌طور میانگین در ۵۸ روز از سال دارای دمای زیر صفر درجه و در ۱۴۰ روز از سال دارای دمای بالای ۳۰ درجه سانتیگراد است.
مجموع بارش سالیانه در فردوس به‌طور میانگین برابر با ۱۴۸ میلی‌متر در سال است. به‌طور متوسط ۴۰ روز در سال در شهر فردوس بارش نزولات جوی وجود داشته است. همچنین میانگین سالیانه رطوبت نسبی در این شهر، ۳۶٪ است و به‌طور میانگین ۳۶ روز از سال، آسمان این شهر کاملاً ابری است.
| آب و هوای فردوس      | آب و هوای فردوس | آب و هوای فردوس | آب و هوای فردوس | آب و هوای فردوس | آب و هوای فردوس | آب و هوای فردوس | آب و هوای فردوس | آب و هوای فردوس | آب و هوای فردوس | آب و هوای فردوس | آب و هوای فردوس | آب و هوای فردوس | آب و هوای فردوس |
|                      | ژانویه          | فوریه           | مارس            | آوریل           | مـــــه         | ژوئـن           | ژوئیـه          | اوت             | سپتامبر         | اکتبـر          | نوامبر          | دسامبر          | سـال            |
| -------------------- | --------------- | --------------- | --------------- | --------------- | --------------- | --------------- | --------------- | --------------- | --------------- | --------------- | --------------- | --------------- | --------------- |
| گرم‌ترین C°           | ۲۱٫۵            | ۲۴٫۸            | ۳۰              | ۳۴٫۸            | ۳۹٫۶            | ۴۳٫۲            | ۴۴٫۶            | ۴۲٫۴            | ۳۹٫۸            | ۳۵              | ۲۷٫۶            | ۲۶              | ۴۴٫۶            |
| میانگین گرم‌ترین‌ها C° | ۱۰٫۳            | ۱۲٫۷            | ۱۷٫۳            | ۲۴٫۷            | ۳۰٫۳            | ۳۵٫۷            | ۳۶٫۶            | ۳۵٫۲            | ۳۲٫۳            | ۲۵٫۸            | ۱۸٫۹            | ۱۲٫۹            | ۲۴٫۴            |
| میانگین سردترین‌ها C° | -۱              | ۰٫۷             | ۴٫۷             | ۱۰٫۵            | ۱۴٫۹            | ۱۹٫۷            | ۲۱٫۸            | ۱۹٫۲            | ۱۴٫۵            | ۹٫۳             | ۴٫۳             | ۰٫۹             | ۱۰٫۰            |
| سردترین C°           | -۱۴٫۸           | -۱۰             | -۷٫۸            | -۱٫۲            | ۲٫۲             | ۱۲٫۴            | ۹٫۲             | ۷٫۴             | ۵٫۲             | -۳٫۶            | -۷٫۲            | -۱۱٫۵           | -۱۴٫۸           |
| بارش mm              | ۲۶              | ۲۸              | ۳۴٫۶            | ۱۸٫۲            | ۵٫۱             | ۰٫۴             | ۰٫۱             | ۰٫۴             | ۰٫۱             | ۲٫۴             | ۶٫۵             | ۲۶              | ۱۴۷٫۸           |
| منبع: اکتبر ۲۰۰۸     |                 |                 |                 |                 |                 |                 |                 |                 |                 |                 |                 |                 |                 |

## جمعیت
بر پایه سرشماری عمومی نفوس و مسکن در سال ۱۳۹۵ جمعیت این شهر ۲۸٬۶۹۵ نفر (در ۸٬۷۴۹ خانوار) بوده است.

## آموزش و فرهنگ
شهر فردوس در حال حاضر دارای چند مرکز آموزش عالی است:
- دانشگاه آزاد اسلامی واحد فردوس[۳۴]
- مرکز آموزش عالی بنت‌الهدی صدر فردوس
- دانشکده فنی و مهندسی فردوس.[۳۵]
- دانشکدهٔ علوم پزشکی فردوس
- آموزشکده عالی فنی و حرفه‌ای شهید رادمرد فردوس
- دانشکده فنی و حرفه‌ای خامنه‌ای فردوس
- دانشگاه جامع علمی و کاربردی فردوس
- دانشگاه غیرانتفاعی پیروزان فردوس
- مجتمع آموزشی ایثارگران قائم
- دانشگاه پیام نور مرکز فردوس با ۲ هزار و ۵۰۰ نفر دانشجو در ۳۳ گرایش کارشناسی و یک رشته در مقطع کارشناسی ارشد[۳۶]
- دبیرستانهای تیزهوشان و شبانه‌روزی (پسرانه شهید بهشتی و دخترانه فرزانگان وابسته به سازمان ملی پرورش استعدادهای درخشان است که از شهرستان‌های فردوس، گناباد، طبس، قائنات، سرایان، بشرویه و بجستان دانش‌آموز می‌پذیرد.[۳۷] در ایران تنها سه شهرستان دارای مرکز استعدادهای درخشان شبانه‌روزی هستند.[۳۸]

۹۱٫۱٪ از جمعیت شهر فردوس، و ۸۴٫۴٪ از مردم شهرستان فردوس باسوادند که این میزان، بسیار بالاتر از میانگین کشور و استان است.
در زمینه هنری، خوشنویسی و گرافیک کاظم خراسانی و (برادران فراستی) جزء برجسته‌ترین هنرمندان کشور هستند.
همچنین تئاتر شهرستان فردوس به لحاظ کیفیت در سال ۱۳۸۴ رتبه اول کشوری و در جشنواره تئاتر فجر و تئاتر کودک و نوجوان مقام اول در سطح کشور را بدست آورد.

## آیین‌ها و رسم و رسومات

### نخل برداری
نخل در لغت به معنی تابوت و در بین مردم فردوس به تابوت شهدای کربلا گفته می‌شود. عزاداران فردوسی از روزهای اول ماه محرم به آماده‌سازی نخل و سیاهپوش کردن آن اقدام می‌کنند. در گذشته هر محله شهر دارای نخل و تزئینات خاص خود روی نخل بوده است و نخل‌هابردارها پس از برداشتن نخل‌ها به طرف مسجد جامع تون برای عزاداری می‌رفتند.

## سرشناسان
فهرست سرشناسان و نام آوران شهر فردوس در بخش اهالی فردوس قابل مشاهده است.

## صنعت و معدن
شهرک صنعتی فردوس، در فاصلهٔ ۱۰ کیلومتری فردوس و در مسیر جادهٔ مشهد قرار گرفته است. این شهرک در سال ۱۳۶۹ آغاز به کار کرده و دارای ۱۸ واحد فعال است. شهرک صنعتی فردوس، ۲۰۰ هکتار وسعت داشته و برای ۸۶۵ نفر اشتغال‌زایی کرده است.
از جمله کارخانه‌های مهم موجود در این شهرک، کارخانه نساجی، اسید سولفوریک، لوله‌های پلی‌اتیلن و کنسانترهٔ انار را می‌توان نام برد.
همچنین اولین کارخانه تولید صنایع الکترونیک در خراسان جنوبی در سال ۹۳ در شهرک صنعتی فردوس احداث گردید و موفق به اخذ پروانه بهره‌برداری در خصوص تولید دستگاه‌های UPS و محافظ برق از وزارت صنایع شد.
علاوه بر این کارخانه‌های دیگری از جمله کارخانه شمش منیزیم، سیمان سفید و فولاد در خارج محدودهٔ شهرک صنعتی فردوس در حال احداث هستند.
در بخش معدن شهرستان فردوس، ۱۶ معدن با بیش از ۱۱۴ نفر اشتغال‌زایی و تولید سالانه ۶۳٬۸۳۲ تن مواد معدنی در حال فعالیت هستند که بیشتر آن‌ها معادن بنتونیت، کائولَن، فلدسپات، خاک صنعتی و گچ صنعتی هستند.

## گردشگری

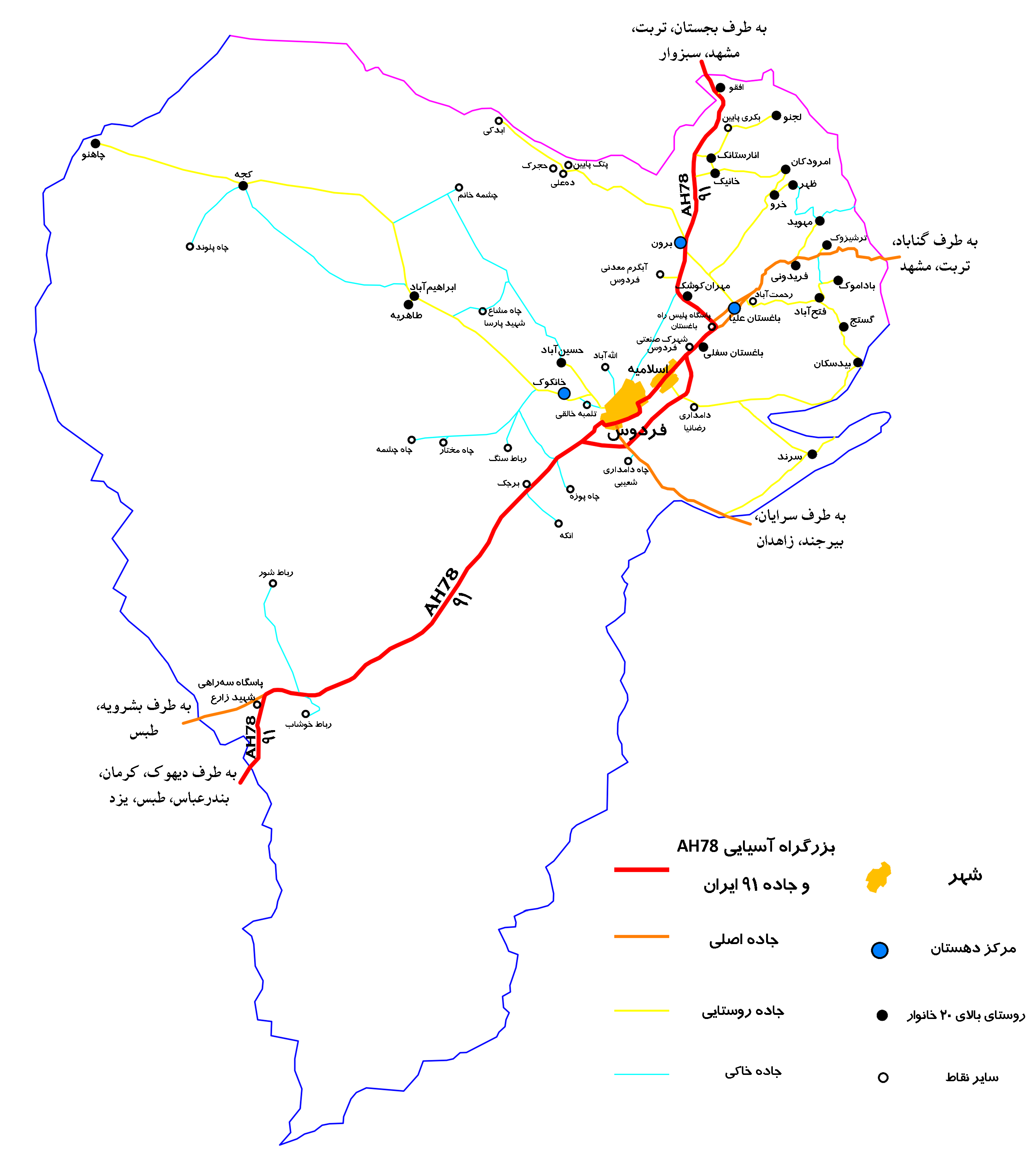
راه‌های شهرستان فردوس

شهر فردوس در مسیر اصلی ارتباطی شمال شرق به جنوب و جنوب غرب ایران قرار گرفته است. جاده بجستان - فردوس - دیهوک، بخشی از بزرگراه ۷۸ آسیا بوده که ارتباط دهندهٔ ترکمنستان و کشورهای آسیای میانه با بندرعباس می‌باشد. همچنین محور اصلی ارتباطی مشهد به استان‌های جنوبی ایران (به‌جز سیستان و بلوچستان) از فردوس عبور می‌کند. مسیر اصلی ارتباطی استان‌های یزد، اصفهان، فارس و بوشهر به مشهد، از طریق جاده ۶۸ تا دیهوک و سپس ادامه مسیر به سمت فردوس و سپس مشهد از طریق جاده ۹۱ می‌باشد. همچنین محور اصلی ارتباطی استان‌های کرمان و هرمزگان، از طریق جاده ۹۱ بوده که از فردوس عبور می‌کند.
قرار داشتن فردوس در مسیر ارتباطی استان‌های جنوبی ایران با مشهد، باعث شده که مسافران زیادی از این شهر عبور کنند، به گونه‌ای که تنها در فاصلهٔ روزهای ۲۸ اسفند ۱۳۸۷ تا ۱ فروردین ۱۳۸۸ بیش از یک میلیون و پانصد هزار نفر مسافر از این شهر عبور کرده‌اند که بیشترین تعداد مسافر در بین شهرهای استان خراسان جنوبی بوده است. بر پایهٔ اعلام اداره میراث فرهنگی و گردشگری شهرستان فردوس، تنها در نیمهٔ نخست سال ۱۳۹۰، بیش از ۶ میلیون مسافر و زائر از این شهر عبور کرده‌اند که بیش از یک میلیون و ۷۰۰ هزار نفر آن‌ها از آثار تاریخی شهرستان فردوس بازدید کرده‌اند.
مکان‌های ییلاقی و تفریحی فردوس عمدتاً در شمال و شمال شرق آن و در مجاورت کوهستان‌های فردوس قرار گرفته‌اند. علاوه بر این، شهرستان فردوس، از جمله شهرستان‌های تاریخی کشور است که ۶۵ اثر تاریخی آن در فهرست آثار ملی به ثبت رسیده‌اند.

### هتل‌ها و مراکز اقامتی
منطقه حفاظت‌شده مظفری و کویر پلوند، در غرب فردوس قرار گرفته که برنامه‌های کویرنوردی در آن انجام می‌گیرد.
مجموعه هتل های سنتی عماد نظام به عنوان یک جاذبه گردشگری در این شهرستان می باشد که سالیانه پذیرای هزاران گردشگر داخلی و خارجی می باشد.
مهم‌ترین مکان‌های تفریحی و گردشگری فردوس عبارت اند از:

### آبگرم معدنی فردوس
آبگرم معدنی فردوس، یک چشمه آبگرم با خواص درمانی است که در فاصله حدود ۲۰ کیلومتری شمال شهر فردوس واقع شده است.

### شهر تاریخی تون
شهر باستانی تون، یک شهر تاریخی با قدمتی مربوط به دورهٔ اشکانیان است. آثار به‌جا مانده از این شهر تاریخی، در بخش جنوب غربی شهر فردوس واقع شده که دربردارندهٔ چندین اثر تاریخی است که ۲۴ اثر آن در فهرست آثار ملی به ثبت رسیده‌اند. مهم‌ترین آثار تاریخی واقع در این محدوده عبارتند از:

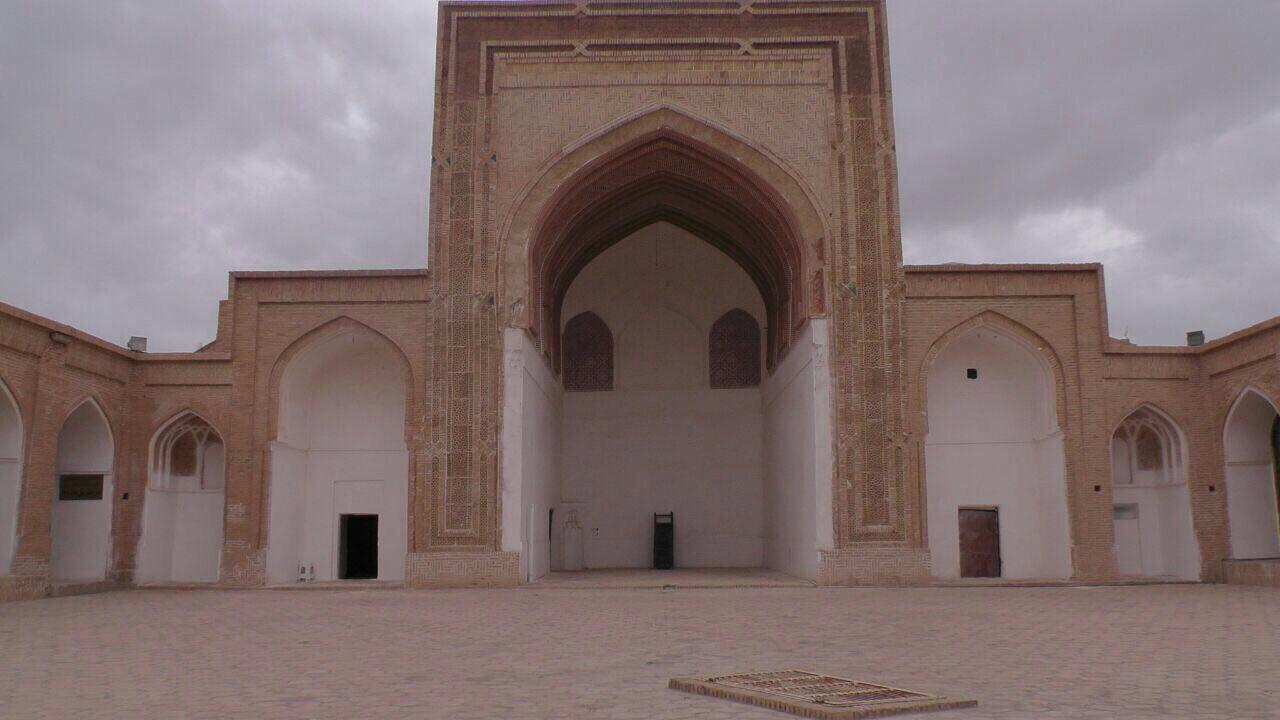
مسجد جامع تون
این مسجد، که امروزه بیشتر به نام مسجد جامع قدیم شناخته می‌شود، متعلق به دوره سلجوقیان بوده و با وجود تخریب بخش‌هایی از آن در زمین‌لرزهٔ فردوس، پس از احیای آن توسط مردم هنوز هم مورد استفاده نمازگزاران قرار می‌گیرد.
مسجد، آب انبار و حمام کوشک
این مجموعه، شامل یک مسجد، حمام و آب‌انبار بوده و در شرق شهر تون و نزدیک به دروازه قاین قرار دارد. مسجد کوشک، قدیمی‌ترین مسجد در استان خراسان جنوبی است.
بر بالای محراب این مسجد، کتیبه‌ای آراسته به گچ‌بری گل و بوته با تاریخ (۵۵۴ ه‍.ق) قرار دارد. بر اساس شواهد معماری موجود و فرم مسجد، بنای اولیه مسجد به اوایل اسلام برمی‌گردد. در جلوی ایوان ورودی مسجد کوشک و در داخل زمین، حمامی با همین نام وجود دارد که متعلق به دوره تیموریان است. در شمال شرقی ورودی مسجد نیز آب‌انباری با همان نام وجود دارد که از پیشینهٔ بالایی برخوردار است.
حمام خیروز و موزه مردم‌شناسی
حمام خیروز، بنایی تاریخی است مربوط به دوره صفوی که پس از مرمت و بازسازی، موزهٔ مردم‌شناسی فردوس در محل آن ایجاد شده است.
مدرسه علمیه علیا

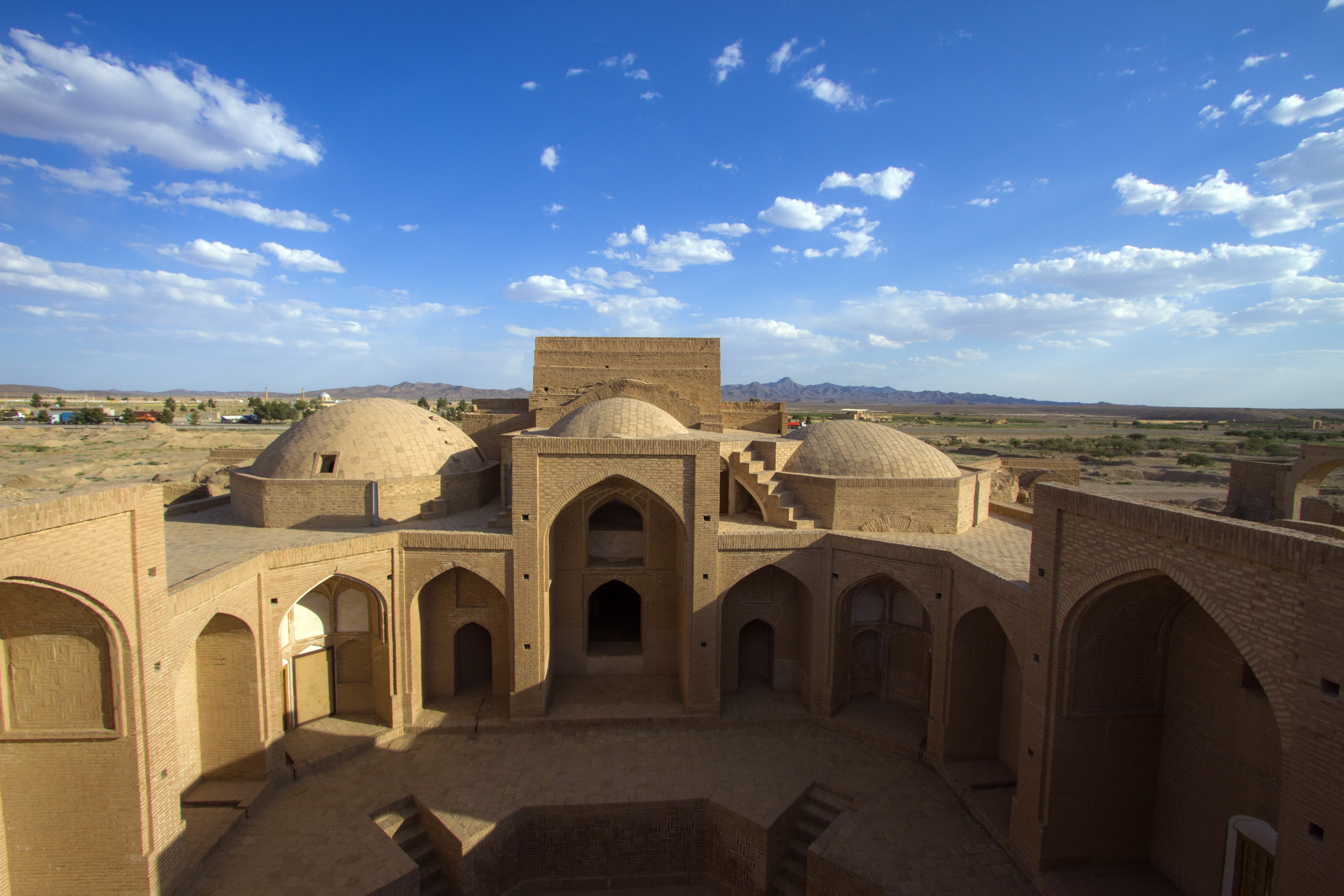
نمای درونی مدرسه علیا، ساخته شده در دوره صفوی

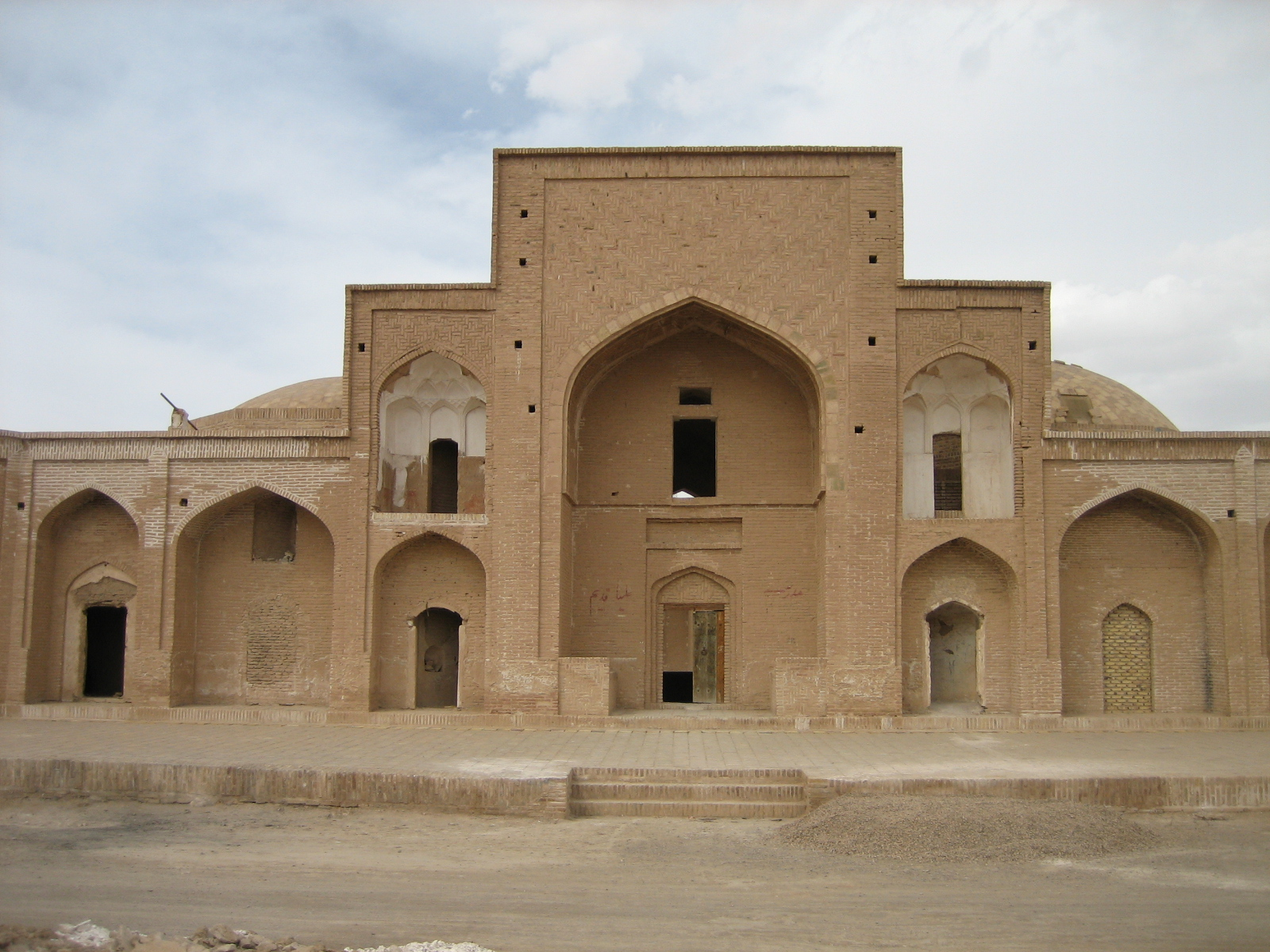
نمای بیرونی مدرسه علیا، ساخته شده در دوره صفوی

این مدرسه در اواخر دوره حکومت صفویه به دست فردی به نام «میر علی بیک» ساخته شده و تا سال‌های پیش از زلزله سال ۱۳۴۷، به عنوان مدرسه مورد استفاده بوده است. از مشخصات بارز در معماری این مدرسه، تکرار فرم هشت ضلعی در قسمت‌های مختلف پلان آن است.
مدرسه علمیه حبیبیه
مدرسه علمیه حبیبیه به دست حبیب‌الله امانی تونی و در دوره صفویه ساخته شده است. این مدرسه قدیمی‌ترین مدرسه علمیه خراسان جنوبی محسوب می‌شود.
حوض‌انبار و مسجد سیدی
حوض‌انبار سیدی قدیمی‌ترین حوض‌انبار استان خراسان جنوبی محسوب می‌شود. کتیبهٔ بنای این حوض به سال ۸۹۰ هجری است. مسجد سیدی در کنار این حوض‌انبار قرار گرفته است. شبستان زمستانی آن کاملاً خشت و گلی و متعلق به دورهٔ صفوی و شبستان تابستانی آن مربوط به دورهٔ قاجار است.
بارگاه امام‌زادگان سلطان محمد و ابراهیم
در انتهای راستهٔ بازار قدیم و پشت مسجد جامع تون، آرامگاهی است مشهور به مزار، که متعلق به سلطان محمد و سلطان ابراهیم از نوادگان  موسی بن جعفر است. معماری این بنا مربوط به دوره تیموریان است. گنبد این بنا، از دو پوستهٔ گسسته تشکیل شده و تنها گنبد تاریخی استان خراسان جنوبی است که با کاشی طرح‌دار تزئین شده است.

### قنات بلده
قنات بلده، یک رشته قنات با قدمت تاریخی (مربوط به دورهٔ ساسانی) و ثبت‌شده به‌عنوان میراث جهانی یونسکو است که بخش‌های عمده‌ای از زمین‌های کشاورزی نزدیک شهر فردوس را آبیاری می‌کند. خروجی این قنات در نزدیکی روستای باغستان علیا قرار دارد.

### سنگ سوراخ
سنگ سوراخ، اثری طبیعی به‌صورت حفره‌ای بزرگ در بالای کوهی به همین نام است که در فاصله ۳۵ کیلومتری غرب شهر فردوس قرار گرفته است. این حفره بزرگ به‌دلیل فرسایش‌های آبی در سنگ‌های آهکی کوه به‌وجود آمده و قطری حدود ۲۰ متر دارد.

### کوه قلعه

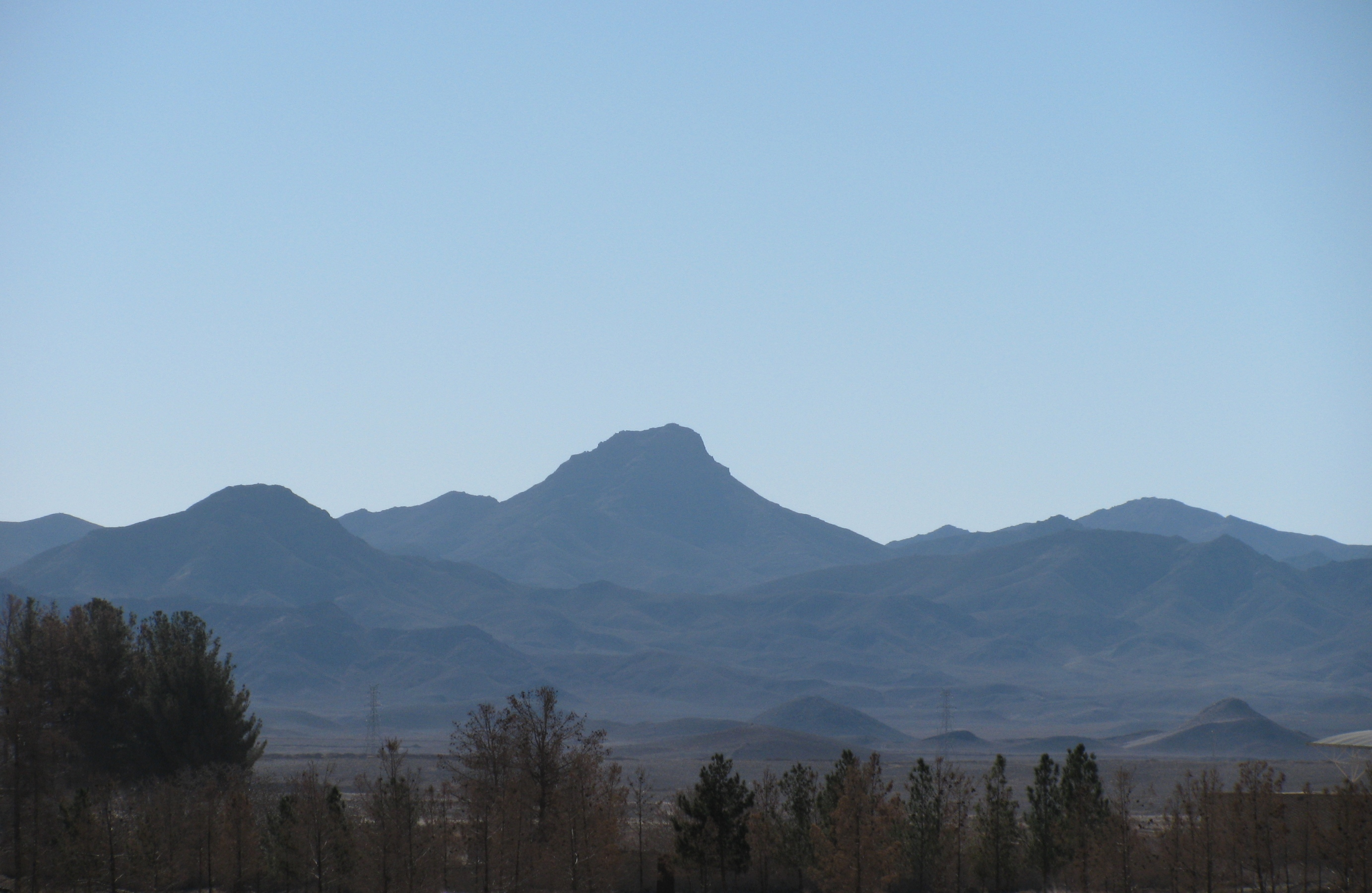
نمایی از کوه قلعه فردوس

کوه قلعه، محل یکی از قلعه‌ها و دژهای اسماعیلیه بوده و در ۵ کیلومتری جنوب شهر فردوس قرار دارد. شیب تند و دسترسی دشوار این کوه، آن را مکانی مناسب برای ساخت دژ نظامی اسماعیلیه کرده‌بود.

### قلعهٔ دختر
قلعه دختر شامل آثار به‌جای مانده از یکی از قلعه‌های اسماعیلیان بوده و مربوط به سده‌های ششم و هفتم هجری قمری است. این اثر تاریخی، در ۸ کیلومتری شمال غرب فردوس قرار دارد.
این قلعه دارای تونلی آجری است که به کوه قلعه، یکی دیگر از قلعه‌های تاریخی اسماعیلیان، متصل است و این راه زیرزمینی این دو قلعه را به وسیله یک راه زیرزمینی دیگر به وسط شهر تاریخی تون متصل می‌کند. در داخل این تونل زیرزمینی که پس از زمین‌لرزهٔ سال ۱۳۴۷ کشف شد، اجساد بسیاری از مردگان یافت شد که در کنار هم در داخل این تونل چیده شده و دارای کفن‌هایی با آثار اسلامی و آیات قرآن بودند.

### کویر پلوند
این کویر در ۴۰ کیلومتری غرب فردوس و در نزدیکی روستای پلوند قرار گرفته است. وجود تپه ماهورهای ماسه‌ای، دق‌ها و کفه‌های نمکی و نواحی کویری در کنار نواحی کوهستانی، از جاذبه‌های دیدنی این منطقه می‌باشد. همچنین از جمله جاذبه‌های طبیعی منحصر به فرد این ناحیه، تپه‌های ماسه‌ای به شکل دم یوزپلنگ می‌باشد که با عنوان اثر طبیعی دم یوز شناخته می‌شود.

### کاروانسرای خوشاب
بناهای تاریخی خوشاب شامل کاروانسرا و کاربات سنگی خوشاب از بناهای دوره قاجاریه و در ۴۵ کیلومتری غرب فردوس قرار دارد. در نزدیکی این مجموعه کویر شاه از بکرترین کویرهای ایران قرار دارد.
در نیمه اول سال ۹۸ اقامتگاه بومگردی خوشاب به بهره‌برداری رسیده است.

### سد مهوید
سد مهوید، سدی بتونی، در روستای مهوید در فاصله ۲۵ کیلومتری شمال شهر فردوس قرار دارد.

### باغشهر اسلامیه
باغشهر اسلامیه، شهری است زیبا در مجاورت فردوس که بیشتر خانه‌های آن به صورت باغ و ویلا هستند.

### مناطق ییلاقی و گردشگری باغستان
شهر و باغشهر باغستان، در ۱۰ کیلومتری شهر فردوس واقع بوده و با داشتن مناظر طبیعی زیبا و درختان چنار، بید و سپیدار سر به فلک کشیده و باغ‌های میوه، از جمله مناطق ییلاقی و گردشگری شهرستان فردوس محسوب می‌شود. آب قنات تاریخی بلده، از این روستا عبور می‌کند و در مسیر آن چند آسیاب آبی قرار گرفته‌اند.

## ره آوردها
ره آوردهای فردوس، شامل غذاهای سنتی،
صنایع دستی، محصولات و سوغات است.

### غذاهای سنتی
- آش جوش پره
- آب گوشت وُلَتی
- اشکنه اُجِز
- بُلغور شیر
- توگی
- پخلگی
- هَوَن لُکی
- قُروتِی
- کشک غُنه
- کَاَچی
- خوشدلی
- خَعمَعک
- سِرموک شَل
- نان سرموکی
- خوراک سرموکی(سرموک)[۶۱]

### صنایع دستی
- قالی فردوس، از مهم‌ترین صنایع دستی شهرستان فردوس بوده و این شهرستان، یکی از مهم‌ترین مناطق قالی‌بافی استان خراسان جنوبی است.[۶۲]
- تون بافی
- سفال‌گری
- برک بافی
- گلیم
- نمد مالی
- معرق‌کاری
- مشبک‌کاری

### محصولات و سوغات
محصولات و سوغات اصلی منطقه را انار، زعفران، پسته، بادام، پنبه، گردو، انواع کشک و زیره تشکیل می‌دهند.

#### انار
شهرستان فردوس، یکی از تولیدکنندگان انار در ایران است. میزان تولید سالانهٔ انار در این شهرستان، حدود ۳۰ هزار تن است که حدود ۴۰ درصد از تولیدات باغی استان خراسان جنوبی را تشکیل می‌دهد.
این مقدار انار از ۲٬۰۴۵ هکتار سطح زیر کشت بدست می‌آید.
۸۰ درصد انار تولیدی شهرستان فردوس به کشورهای حاشیه خلیج فارس، کره جنوبی و دیگر کشورها صادر می‌شود.
از نظر میزان تولید انار، شهرستان فردوس پس از شهرستان‌های ساوه و نی‌ریز، سومین شهرستان تولیدکنندهٔ انار در ایران است.
با توجه به تولید زیاد انار در این شهرستان، صنایع مرتبط با انار هم در این شهرستان ایجاد شده‌اند که از آن جمله می‌توان کارخانه تولید کنسانتره انار، شرکت انارین، سردخانه ۵ هزار تنی انار، دو شرکت بسته‌بندی و سورتینگ برای صادرات و انسکتاریوم تولید زنبور تریکوگراما برای مبارزه با آفت کرم گلوگاه انار اشاره کرد.
انواع مختلف انار فردوس شامل شیشه کَپ، شهوار، ملس، شلغم، پوست سیاه، شیرین، یزدی و باغی است که معروف‌ترین و با کیفیت‌ترین آنها، انار شیشه کپ است. انار شیشه‌کَپ فردوس، علاوه بر طعم دلچسب و لذیذ، خاصیت ماندگاری و انبارداری بسیار خوبی دارد که این ویژگی سبب شده است که انار فردوس بدون اینکه فاسد شود به دورترین نقاط جهان حمل شود و باغداران فردوس و روستاهای اطراف، انار مورد نیاز خود را بدون استفاده از سردخانه و به صورتی سنتی تا مدت چهار ماه به بهترین نحو نگهداری کنند.

#### زعفران

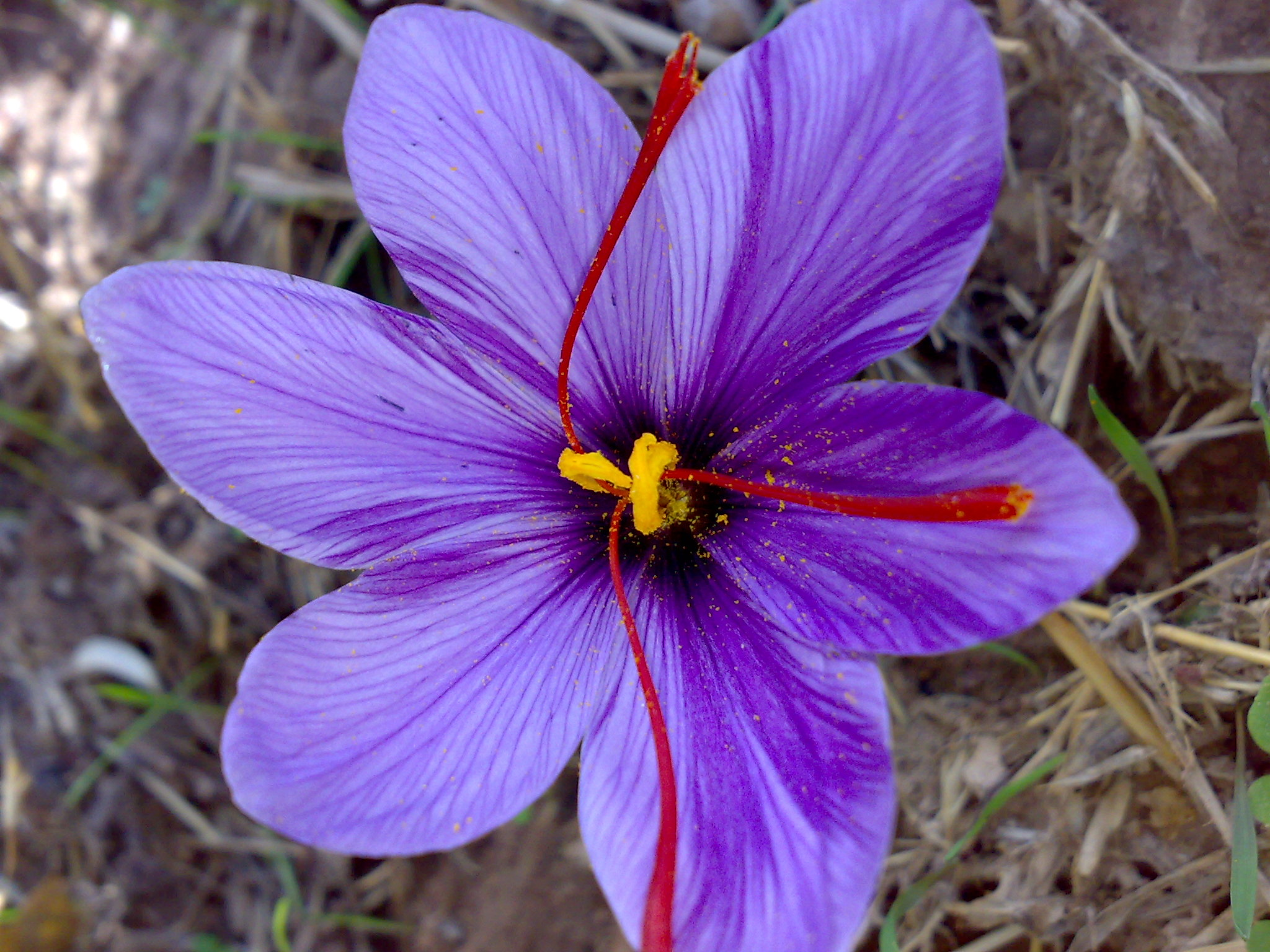

شهرستان فردوس، یکی از قطب‌های تولید زعفران در ایران است. میزان تولید زعفران خشک این شهرستان در سال ۱۳۸۴، ۱۱ تن بوده است. سطح زیر کشت زعفران در شهرستان فردوس، ۳٬۲۰۰ هکتار است. محصول زعفران فردوس در مؤسسه تحقیقاتی خراسان، به عنوان مرغوب‌ترین زعفران از نظر عطر و رنگ‌دهی شناخته شده است.

#### پسته
تولید پسته در شهرستان فردوس در سال ۱۳۸۸ از ۳۱۰۰ هکتار سطح زیر کشت این محصول، حدود ۳۰۰۰ تن بوده است.

#### محصولات گلخانه‌ای
این شهرستان با داشتن ۴۰ واحد گلخانه‌ای فعال به مساحت ۱۶۰ هزار متر مربع، رتبهٔ اول سطح زیرکشت گلخانه‌ای را در استان خراسان جنوبی دارد. از این سطح زیر کشت، سالانه ۲ هزار تن خیار تولید می‌شود.

#### محصولات دامی
شهرستان فردوس، با داشتن ۲۳۰ هزار رأس دام سبک، ۹ هزار رأس دام سنگین و ۳۶۰ هزار واحد دامی، سالانه ۲۲ هزار تن شیر و ۳٬۵۰۰ تن گوشت قرمز تولید می‌کند.

## ورزش
فردوس دارای جوانان مستعد فراوانی است که می‌توانند در سطح کشور افتخار آفرینی کنند، اما مشکلات مالی مانع شده تا این ورزشکاران به جایگاه واقعی خود دست یابند.
شروع فعالیت‌های ورزشی در فردوس به بیش از نیم قرن می‌رسد، اولین تیم ورزشی این شهر، تیم فوتبال عقاب که در سال ۱۳۴۸ تأسیس شد. از جمله تیم‌های ورزشی فردوس می‌توان به:
- تیم هندبال منیزیم فردوس-قهرمان کشور در سال ۱۳۹۵، نایب قهرمان در سال ۱۳۹۳[۷۸]
- تیم کیک بوکسینگ فردوس، قهرمان کشور در سال ۱۳۹۳ و مقام سومی در سال ۱۳۹۵.[۷۹][۸۰]
- تیم فوتسال عماد نظام فردوس-قهرمان استان در سال ۱۳۹۵[۸۱]
- تیم والیبال عماد نظام فردوس قهرمان استان در سال ۱۳۹۵
- تیم والیبال بانوان فردوس-قهرمان استان.[۸۲]
- تیم فوتسال بانوان شهرداری فردوس-قهرمان استان[۸۳]
- تیم بوکس شاهین فردوس-قهرمان استان در سال ۱۳۹۵[۸۴]
- تیم کاراته بانوان فردوس- نایب قهرمان کشور در سال ۱۳۹۷[۸۵]

### اماکن ورزشی
۷۰ درصد اماکن ورزشی فردوس قدمتی بیش از چهل سال دارد.
در سال ۱۳۹۵ مبلغ یک میلیارد تومان جهت ساخت زمین چمن مصنوعی از سوی فیفا به شهر فردوس اختصاص یافت، ولی تا به امروز این زمین چمن مصنوعی ساخته نشده است.
مجموعه ورزشی انقلاب با ظرفیت ۲۰۰۰ نفر از سال ۱۳۸۵ در حال ساخت است، ولی به دلیل کمبود بودجه ساخت آن متوقف شده است. برخی از اماکن ورزشی فردوس عبارتند:
| عنوان پروژه     | نوع بنا                   | تاریخ تأسیس | آدرس                                         |
| --------------- | ------------------------- | ----------- | -------------------------------------------- |
| شهید درخشان     | استادیوم و ورزشگاه فوتبال | ۱۳۴۸        | بلوار بعثت                                   |
| خلیج فارس       | مجموعه آبی، استخر         | ۱۳۸۹        | شهرک ولی عصر                                 |
| شهدای نادمی     | سالن چند منظوره           | ۱۳۸۷        | بلوار طبیعت (پارک دلگشا)                     |
| شهرداری         | استخر روباز               | ۱۳۴۰        | میدان شاه سابق                               |
| صدف             | استخر روباز               | ۱۳۶۰        | خیابان رسالت                                 |
| شهید فرودی      | چمن مصنوعی، زمین ورزشی    | ۱۳۹۰        | شهرک ولی عصر بلوار شهید فهمیده               |
| شهدای دانش آموز | سالن ورزشی                | ۱۳۶۴        | خیابان طالقانی                               |
| نجفی            | زمین فوتبال               | ۱۳۲۶        | بلوار پروفسور یاحقی                          |
| شهدای معلم      | سالن تنیس، رزمی           | ۱۳۶۷        | میدان جهاد (فلکه انار)، بلوار دکتر مدبرعزیزی |
| پوریا           | سالن چند منظوره           | ۱۳۷۶        | خیابان مدرس                                  |